# هاکو ری
هاکو ری (انگلیسی: Haku Ri; ۲۷ دسامبر ۱۹۹۰) بازیکن والیبال اهل ژاپن است.